# .us
.us je internetová národní doména nejvyššího řádu pro Spojené státy americké (podle ISO 3166-2:US).
Zpočátku byly v USA používány generické domény .com, .org, .net a další, především protože .us byla přísně strukturována (viz kapitola Místní doménová jména) a používána servery státní správy nejčastěji na lokální úrovni (například Cerritos Public Library na library.ci.cerritos.ca.us). K uvolnění registrace domén 2. řádu došlo 25. dubna 2002 a v současné době[kdy?] fungují oba systémy.

## Podmínky registrace
- Minimální délka domény je 3 a maximální 63 znaků
- Povolené znaky jsou: 0–9, a–z a spojovník (-)
- Pomlčka nesmí být na začátku ani na konci jména a nesmí být ani dvakrát za sebou

## Státní domény druhého řádu
- .ak.us: Aljaška
- .al.us: Alabama
- .ar.us: Arkansas
- .az.us: Arizona
- .co.us: Colorado
- .ct.us: Connecticut
- .dc.us: District of Columbia
- .de.us: Delaware
- .fl.us: Florida
- .ga.us: Georgie
- .hi.us: Havaj
- .ia.us: Iowa
- .id.us: Idaho
- .il.us: Illinois
- .in.us: Indiana
- .ca.us: Kalifornie
- .ks.us: Kansas
- .ky.us: Kentucky
- .la.us: Louisiana
- .ma.us: Massachusetts
- .md.us: Maryland
- .me.us: Maine
- .mi.us: Michigan
- .mn.us: Minnesota
- .mo.us: Missouri
- .ms.us: Mississippi
- .mt.us: Montana
- .nc.us: Severní Karolína
- .nd.us: Severní Dakota
- .ne.us: Nebraska
- .nh.us: New Hampshire
- .nj.us: New Jersey
- .nm.us: Nové Mexiko
- .nv.us: Nevada
- .ny.us: New York
- .oh.us: Ohio
- .ok.us: Oklahoma
- .or.us: Oregon
- .pa.us: Pensylvánie
- .ri.us: Rhode Island
- .sc.us: Jižní Karolína
- .sd.us: Jižní Dakota
- .tn.us: Tennessee
- .tx.us: Texas
- .ut.us: Utah
- .vt.us: Vermont
- .va.us: Virginie
- .wa.us: Washington
- .wi.us: Wisconsin
- .wv.us: Západní Virginie
- .wy.us: Wyoming

Poznámka: Americká Samoa (.ws), Guam (.gu), Portoriko (.pr) a Americké Panenské ostrovy (.vi) mají vlastní doménu nejvyšší úrovně.

## Ostatní domény druhého řádu
- .dni.us:  státní instituce
- .fed.us: Instituce federální vlády
- .isa.us: Nadstátní organizace
- .kids.us: Obsah uzpůsobený dětem (pod 13 let)
- .nsn.us: Původní americké obyvatelstvo (Uznané Federální vládou)

## Místní doménová jména
- <místo>.<stát>.us: města, okresy, oblasti a osady
- ci.<místo>.<stát>.us: město (poddoména podle místa)
- town.<místo>.<stát>.us: town government agencies (poddoména podle místa)
- co.<místo>.<stát>.us: county government agencies (poddoména podle místa)
- <jméno školy>.k12.<stát>.us: veřejné školy
  - <jméno školy>.pvt.k12.<stát>.us: soukromé školy
- <jméno školy>.cc.<stát>.us: veřejné koleje
- <jméno školy>.tec.<stát>.us: technicky zaměřené školy
- <jméno knihovny>.lib.<stát>.us: státní, oblastní, městská, a okresní knihovny
- <jméno organizace>.stát.<stát>.us: federální instituce
- <jméno organizace>.gen.<stát>.us: nezávislé subjekty (skupiny nespadající pod výše uvedené sekce)

## Us jako anglické slovo
V angličtině zájmeno us má význam nás, námi…; to dává příležitost k vytvoření některých zajímavých jmen, jako například help.us (pomoz nám). Podobné příležitosti jsou i v jiných národních doménách nejvyšší úrovně, například i.am (jsem), najdi.si nebo coje.to .